# Kristofer Åström/All Fox
Kristofer Åström/All Fox är en splitsingel av Kristofer Åström och All Fox, utgiven 2009.

## Låtlista
1. "Twentyseven" (Kristofer Åström)
2. "Uppercase God" (All Fox)